# 선사
선사(禪師)는 일반적으로 선정(禪定)에 통달한 승려를 부르는 호칭이다.
역사적으로는, 중국에서 천자(天子)가 덕이 높은 승려를 포상(褒賞)하여 "선사"라는 호칭을 주는 경우와 선승(禪僧: 선종의 승려)이 선대의 조사(祖師)나 당대의 석덕에 대한 덕호(德號)로 쓰는 경우가 있다. 당나라(唐) 신룡 2년(706)에 신수(神秀)에게 대통선사(大通禪師)란 시호를 준 것이 최초가 된다.
역사적으로 한국의 경우, 고려 시대와 조선 시대의 법계제도에서 선사(禪師)와 대선사(大禪師)는 각각 선종(禪宗)의 계급들 중 하나를 부르는 호칭이었다.
고려 시대 선종(禪宗)의 법계
- 대선(大選) ― 중덕(中德) ― 대덕(大德) ― 대사(大師) ― 중대사(重大師) ― 삼중대사(三重大師) ― 선사(禪師) ― 대선사(大禪師)

조선 시대 선종(禪宗)의 법계
- 대선(大選) ― 중덕(中德) ― 대선(大禪) ― 대선사(大禪師) ― 도대선사(都大禪師)

## 같이 보기
- 선생
- 필 잭슨

## 참고 문헌
- 이 문서에는 다음커뮤니케이션(현 카카오)에서 GFDL 또는 CC-SA 라이선스로 배포한 글로벌 세계대백과사전의 내용을 기초로 작성된 글이 포함되어 있습니다.